# Mistrzostwa Europy w Biathlonie 1997
Mistrzostwa Europy w Biathlonie 1997 odbyły się w austriackiej miejscowości Windischgarsten. Rozegrane zostały 3 konkurencje: bieg indywidualny, bieg sprinterski i bieg sztafetowy. Wszystkie konkurencje zostały rozegrane dla mężczyzn i kobiet seniorów oraz juniorów. W sumie odbyło się 12 biegów. 

## Wyniki Kobiet

### Bieg indywidualny - 15 km[1]
- Data:

| Medal | Zawodniczka     | Narodowość |
| ----- | --------------- | ---------- |
|       | Katja Beer      | Niemcy     |
|       | Albina Achatowa | Rosja      |
|       | Soňa Mihoková   | Słowacja   |

### Bieg sztafetowy - 3 x 7,5 km[2]
- Data:

| Medal | Drużyna                                                     |
| ----- | ----------------------------------------------------------- |
|       | Rosja · Irina Malgina · Natalja Martynowa · Albina Achatowa |
|       | Niemcy · Katja Beer · Janet Klein · Steffi Kindt            |
|       | Czechy · Irena Madlová · Jitka Pešinová · Irena Tomšová     |

### Bieg sprinterski - 7,5 km[3]
- Data:

| Medal | Zawodniczka       | Narodowość |
| ----- | ----------------- | ---------- |
|       | Anna Stera        | Polska     |
|       | Natalja Martynowa | Rosja      |
|       | Nathalie Santer   | Włochy     |

## Wyniki Kobiet (juniorki)

### Bieg indywidualny - 12,5 km
- Data:

| Medal | Zawodnik | Narodowość |
| ----- | -------- | ---------- |
|       |          |            |
|       |          |            |
|       |          |            |

### Bieg sztafetowy - 3 x 7,5 km
- Data:

| Medal | Drużyna |
| ----- | ------- |
|       |         |
|       |         |
|       |         |

### Bieg sprinterski - 7,5 km
- Data:

| Medal | Zawodnik | Narodowość |
| ----- | -------- | ---------- |
|       |          |            |
|       |          |            |
|       |          |            |

## Wyniki Mężczyzn

### Bieg indywidualny - 20 km[4]
- Data:

| Medal | Zawodnik          | Narodowość |
| ----- | ----------------- | ---------- |
|       | Siergiej Rożkow   | Rosja      |
|       | Tomasz Sikora     | Polska     |
|       | Marco Morgenstern | Niemcy     |

### Bieg sztafetowy - 4 x 7,5 km[5]
- Data:

| Medal | Drużyna                                                                             |
| ----- | ----------------------------------------------------------------------------------- |
|       | Niemcy · Ulf Karkoschka · Holger Schönthier · Lars Kreuzer · Marco Morgenstern      |
|       | Rosja · Władimir Biechtieriew · Andriej Padin · Aleksiej Sidorow · Eduard Riabow    |
|       | Norwegia · Stig-Are Eriksen · Kjetil Sæter · Lars-Sigve Oftedal · Kjell Ove Oftedal |

### Bieg sprinterski - 10 km[6]
- Data:

| Medal | Zawodnik        | Narodowość |
| ----- | --------------- | ---------- |
|       | Andriej Padin   | Rosja      |
|       | Jože Poklukar   | Słowenia   |
|       | Tomas Globočnik | Słowenia   |

## Wyniki Mężczyzn (juniorzy)

### Bieg indywidualny - 15 km
- Data:

| Medal | Zawodnik | Narodowość |
| ----- | -------- | ---------- |
|       |          |            |
|       |          |            |
|       |          |            |

### Bieg sztafetowy - 4 x 7,5 km
- Data:

| Medal | Drużyna |
| ----- | ------- |
|       |         |
|       |         |
|       |         |

### Bieg sprinterski - 10 km
- Data:

| Medal | Zawodnik | Narodowość |
| ----- | -------- | ---------- |
|       |          |            |
|       |          |            |
|       |          |            |

## Tabela Medalowa
| Miejsce | Państwo |  |  |  | Razem |
| ------- | ------- |  |  |  | ----- |
| 1.      |         |  |  |  |       |
| 2.      |         |  |  |  |       |
| 3.      |         |  |  |  |       |
| 4.      |         |  |  |  |       |
| 5.      |         |  |  |  |       |
| 6.      |         |  |  |  |       |
| 7.      |         |  |  |  |       |
| 8.      |         |  |  |  |       |
| 9.      |         |  |  |  |       |
| 10.     |         |  |  |  |       |